# José Manuel Garita Herrera

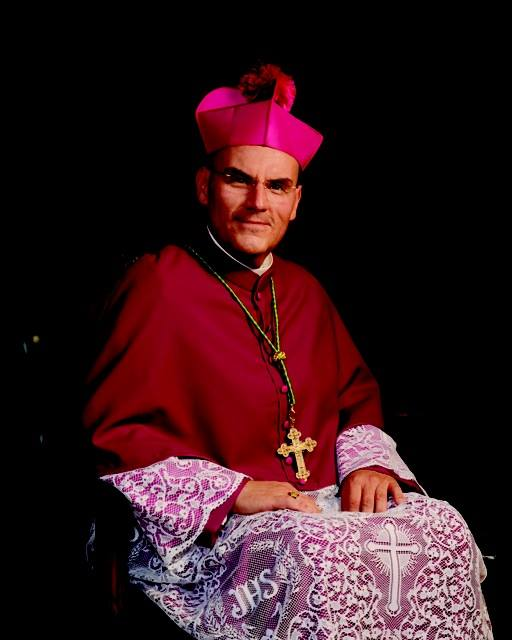
José Manuel Garita Herrera, 2014

José Manuel Garita Herrera (* 26. März 1965 in Heredia, Costa Rica) ist Bischof von Ciudad Quesada.

## Leben
José Manuel Garita Herrera empfing am 6. November 1988 durch Erzbischof Román Arrieta Villalobos das Sakrament der Priesterweihe für das Erzbistum San José de Costa Rica.
Papst Franziskus ernannte ihn am 15. März 2014 zum Bischof von Ciudad Quesada. Die Bischofsweihe spendete ihm der Erzbischof von San José, José Rafael Quirós Quirós, am 17. Mai desselben Jahres. Mitkonsekratoren waren der Bischof von Puntarenas, Oscar Gerardo Fernández Guillén, und der emeritierte Erzbischof von San José, Hugo Barrantes Ureña.
Seit 2020 ist Bischof Garita Herrera der Vorsitzende der Bischofskonferenz von Costa Rica (Conferencia Episcopal de Costa Rica).